# Nototriche borussica
Nototriche borussica là một loài thực vật có hoa trong họ Cẩm quỳ. Loài này được (Meyen) A.W. Hill mô tả khoa học đầu tiên năm 1906.